# Eucampima atritoinalis
Eucampima atritoinalis là một loài bướm đêm trong họ Noctuidae.